# Macromphalina pierrot
Macromphalina pierrot är en snäckart som beskrevs av Gardner 1948. Macromphalina pierrot ingår i släktet Macromphalina och familjen Vitrinellidae. Inga underarter finns listade i Catalogue of Life.